# Namsadang

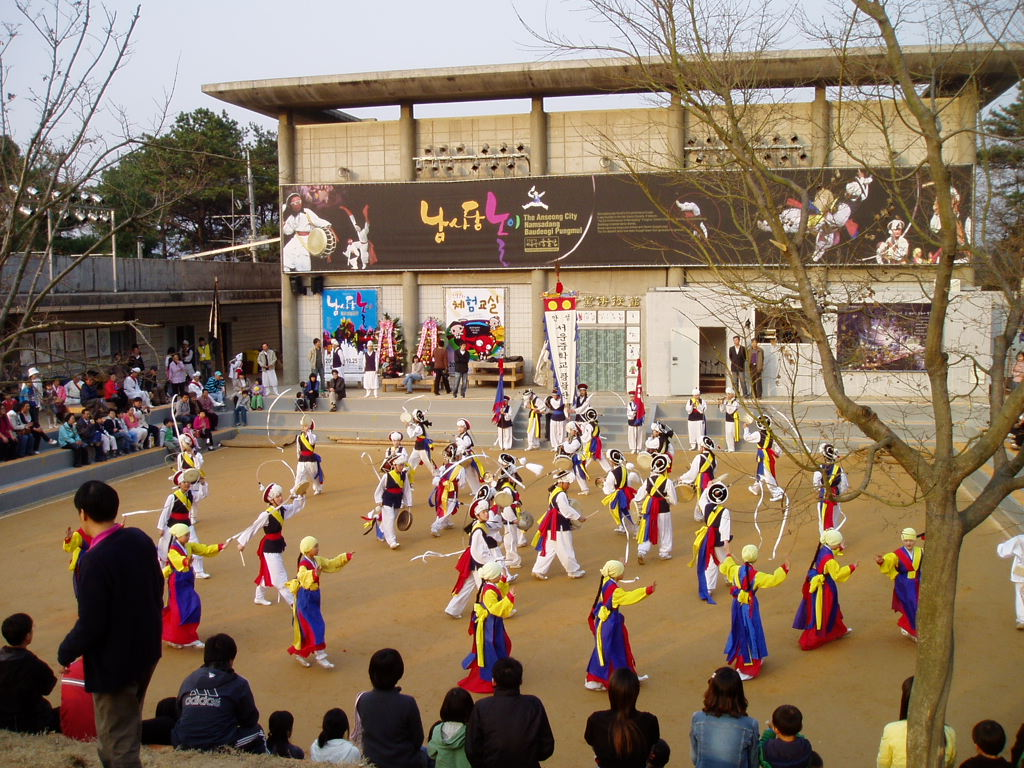
Pungmul nori, uno de los seis nori que forman parte del espectáculo del namsadang.

El namsadang (hangul: 남사당, Hanja: 男寺黨, pronunciación coreana: [namsʰadaŋ], literalmente «teatro de cómicos ambulantes varones») es un tipo de compañía itinerante típica coreana compuesta por intérpretes masculinos que presentan diversas artes escénicas, como acrobacias, cantos, danzas y juegos circenses, considerada tanto la más importante forma teatral y transmisor de entretenimiento popular que ha existido y se ha desarrollado en Corea a través de las generaciones.
Las seis representaciones que realiza la tropa se denominan colectivamente namsadang nori (남사당 놀이), que literalmente significa nori (놀이, juego o actuación), interpretada por namsadang. El namsadang nori incluye pungmul nori (풍물, danza del sombrero), beona nori (버나 놀이, aros y platos giratorios), salpan (살판, tumbling), eoreum (어름, funambulismo), deotboegi (덧뵈기, drama con baile de máscaras) y deolmi (덜미, teatro de títeres). Los seis nori están asociados entre sí e integran diversas actividades, como música, hazañas, escenas de acción, acrobacias, juegos, danza y baile de máscaras. Originalmente había diez actuaciones en Namsadang-nori, pero solo seis se han mantenido hasta la actualidad.

## Historia
Se dice que namsadang se formó espontáneamente antes de 1900 durante la Dinastía Joseon y solía recorrer mercados y aldeas. La tropa fue considerada la clase más baja de la sociedad junto con los cheonmin (plebeyos vulgares) o baekjeong (carniceros), por lo que quedan muy pocos documentos históricos sobre ellos. Sin embargo, dado que se ha encontrado un registro de que se realizó un espectáculo de marionetas durante el período de Silla (57 a. C. al 935 d. C.), se supone que tipos similares de compañías itinerantes aparecieron en la historia de Corea hace mucho tiempo.
Durante la última dinastía Joseon, hubo varios namsadang, pero el que tenía su base en el templo Cheongryongsa (청룡사) en Anseong, provincia de Gyeonggi, era el más famoso. Se llamaron namsadang porque la compañía estaba compuesta solo de hombres (nam significa hombre en coreano). Más tarde, sin embargo, algunas mujeres fueron aceptadas para unirse como miembros al grupo.
El 7 de diciembre de 1964, el gobierno de Corea del Sur designó al deolmi (juego de marionetas) como la tercera Propiedad Cultural Inmaterial Importante. Más tarde, el 1 de agosto de 1988, las seis representaciones del Namsadang nori se incluyeron también como importantes propiedades culturales inmateriales del país. En 2009, el namsadang nori fue inscrito en la Lista Representativa del Patrimonio Cultural Inmaterial de la Humanidad de la Unesco.

## Organización
Namsadang por lo general consiste en 40 a 50 miembros de todas las edades. El jefe del grupo se llama kkokdusoe (꼭두쇠, pronunciación coreana: [k͈okt͈usʰwe]) y el segundo al mando se llama golbaengisoe (골뱅이 쇠 [kolbɛŋiːsʰwe]). Debajo de ellos están el tteunsoe (뜬쇠 [t͈ɯːnsʰwe], director de cada actuación o actor principal), gayeol (가열 [kajʌl], artista intérprete o ejecutante), ppiri (삐리 [p͈iɾi], aprendiz), jeoseungpae (저승패 [tɕʌsʰɯŋp)], miembros de más edad) y deungjimkkun (등짐 꾼 [tɯŋdʰɯŋimk͈un], portero).
La compañía estaba bien organizada y estrictamente disciplinada por reglas. Debido a que artistas como cantantes o actores a menudo eran despreciados en esa época, la compañía reclutó a sus miembros entre huérfanos, hijos de agricultores pobres y, a veces, incluso a través del secuestro. No estaban bien pagados. Muy a menudo les ofrecían solo alimentación y hospedaje, y una pequeña cantidad de dinero.
La tropa pudo haber funcionado como una comunidad homosexual, con cada miembro tomando el papel de Sutdongmo, "marimacho", o Yodongmo, "reina".

## Namsadang nori
Las yeonhui (연희, 演 戱, actuaciones) de los namsadang se realizaron en el suelo en vez de salas de teatros. Cuando el namsadang encontraba una aldea, tenían que obtener una autorización del líder local para presentar sus talentos. Los miembros de namsadang realizaban los seis nori en el patio más grande de la aldea. La secuencia de seis nori es la siguiente.

### Pungmul nori

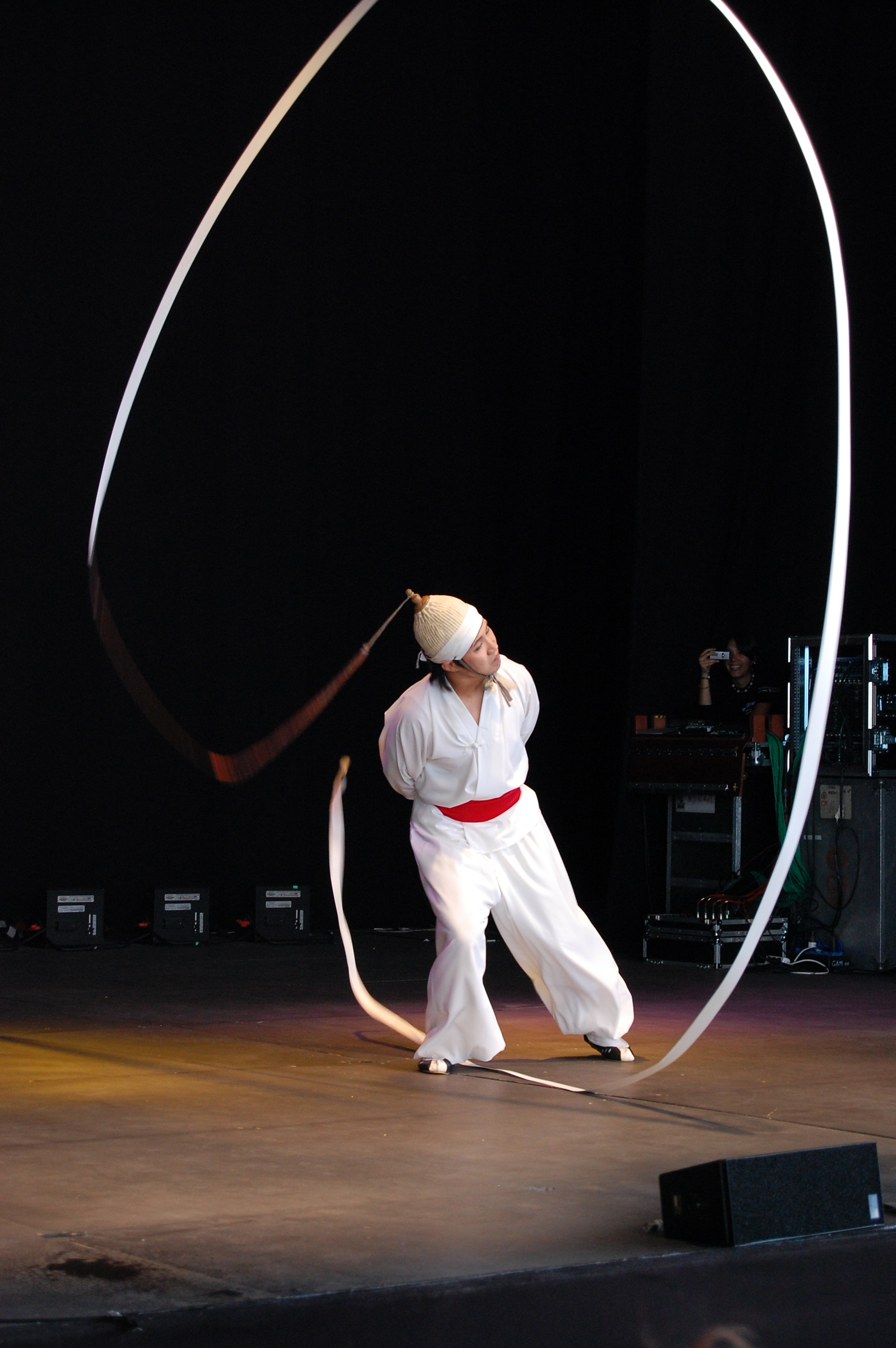
Sangmo nori

Pungmul nori (풍물 놀이) es la primera actuación de namsadang nori, combinada con música, danza, sangmo nori (상모 놀이, espectáculo con un sombrero con serpentina giratoria) y varias otras actividades. Los instrumentos de pungmul comprenden cuatro instrumentos de percusión como jing (gong), kkwaenggwari (otro tipo de gong), buk (tambor), janggu (tambor de doble cabeza) y varios sogo (tamboriles) así como nallari Taepyeongso (instrumento de viento), que hacen melodías y ritmos únicos. A la música que se interpreta con los cuatro instrumentos del pungmul (es decir, jing, kkwaenggwari, buk y janggu) se le denomina samulnori (tocar cuatro piezas).

### Beona-nori
Beona nori (버나 놀이) es una actuación con beona. Esta puede ser un plato, un cuenco o un marco de tamiz. Los intérpretes giran y lanzan la beona al aire usando una pipa de tabaco o un palo de madera mientras intercambian ingeniosas pláticas con un payaso llamado maehossi (매호씨) o sorikkun (소리꾼).

### Salpan
La palabra salpan (살판) viene del refrán popular coreano que pregona que «si lo haces bien, estarás vivo (salpan), y si no lo haces, estarás muerto» (jookeulpan). También se llama ttangjaeju (땅재주), que significa literalmente «talentos que se hacen sobre el suelo». En esta disciplina, el ejecutante realiza diversas hazañas acrobáticas llamadas gondu (곤두) mientras intercambia bromas humorísticas con un maehossi (payaso).

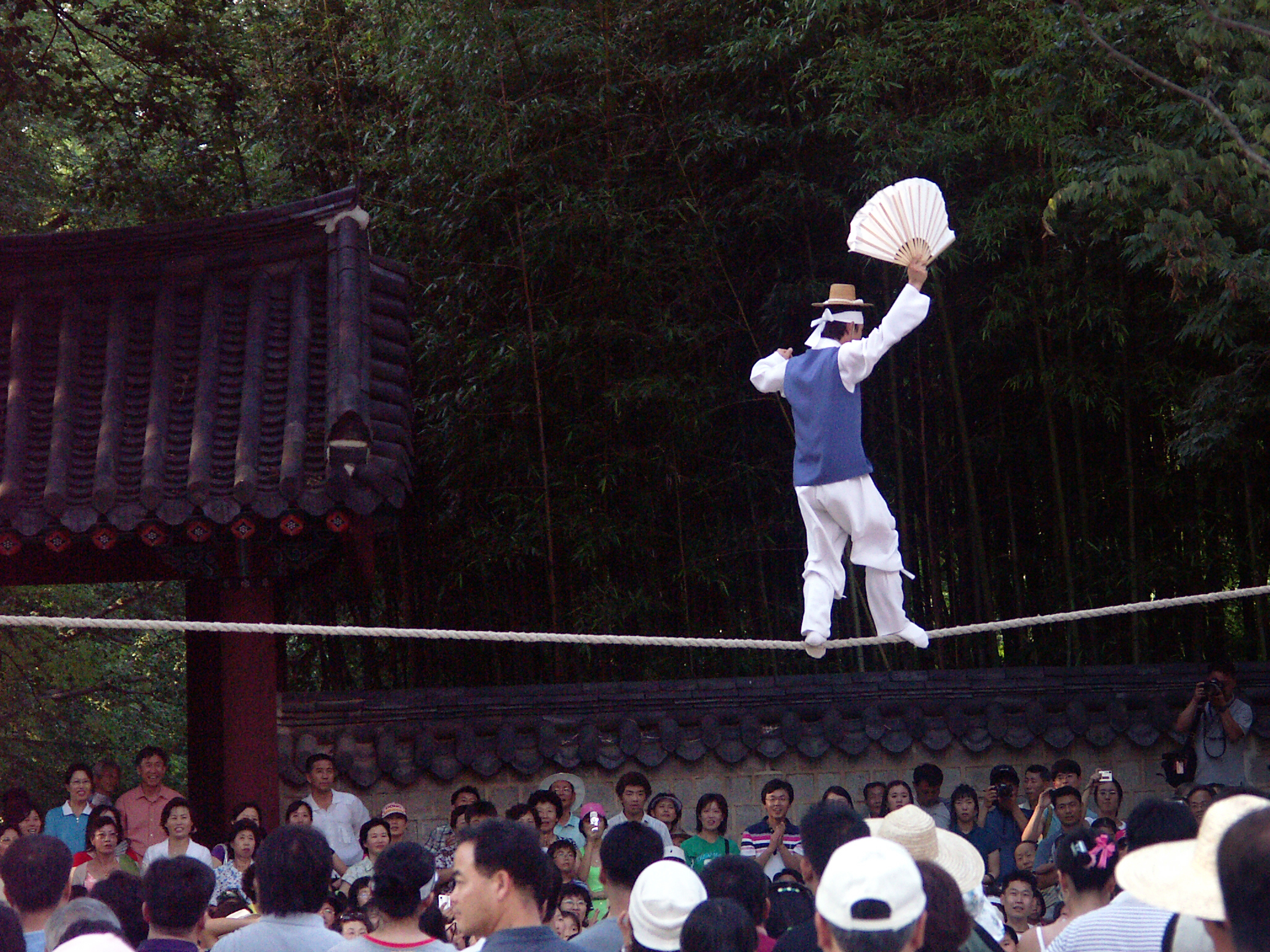
Baile sobre cuerda floja como parte de un namsadang, denominado eoreum o jultagi.

### Eoreum
Eoreum (어름) o jultagi (줄타기) es un baile que se realiza sobre una cuerda floja. Se llama eoreum porque se considera que este nori es tan difícil y requiere tanta prudencia como el caminar sobre hielo delgado (eoreum significa "hielo delgado" en coreano). El intérprete o eoreum-sani baila, canta canciones y realiza acrobacias aéreas sobre una cuerda que está fuertemente sujeta a unos tres metros del suelo. El intérprete también intercambia conversaciones ingeniosas con un maehossi en el suelo, mientras toda su actuación se acompaña con un ritmo especial hecho por un tambor.

### Deotboegi
Deotboegi (덧뵈기) significa "ver con la máscara puesta", y es una dramatización efectuada por actores enmascarados. En general, esta actuación busca generar buen humor y estimular la imaginación del público. El deotboegi goza de gran popularidad entre la audiencia, pues suele tratar sobre entusiastas sátiras sobre la sociedad y el yangban o la clase noble de la dinastía Joseon.

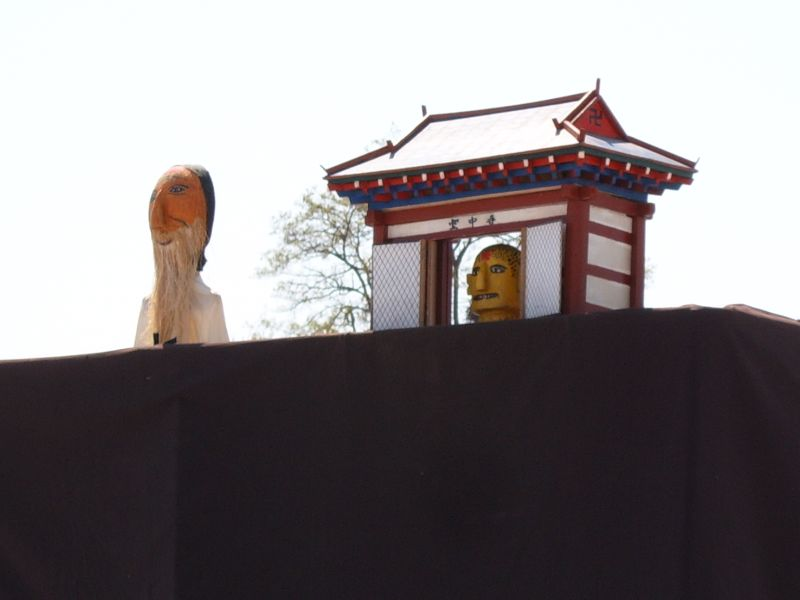
Títeres usados en el deolmi

### Deolmi
El deolmi (덜미) o teatro de marionetas se desarrolla al final del espectáculo del namsadang. También se lo conoce como kkokdu kagsi noleum (꼭두각시 놀음), que comprende las tres palabras: kkokdu (marioneta), gaksi (doncella) y noleum (nori, performance). Asimismo, los títere se denominan parkcheomji noleum (박첨지 놀음) y Hongdongji nori (홍동지 놀이), todos los cuales llevan el nombre de los personajes principales de la obra. En general, los artistas utilizan alrededor de 40 marionetas y alrededor de 10 accesorios para manos. En Corea, las representaciones de marionetas aparecieron primero en los primeros años de la dinastía Silla (57 a. C.-935 d. C.). Todas las otras obras de títeres desaparecieron más tarde, pero el deolmi sobrevive hasta el día de hoy, y ha sido representado por generaciones. Su historia principal versa sobre la resistencia contra la clase aristocrática dominante y satiriza a los sacerdotes budistas corruptos. Es por ello que la obra atrajo a los plebeyos y al público pobre, lo que tal vez explica su popularidad y, en última instancia, por qué ha sobrevivido tantos años. Fue designado como Propiedad Cultural Inmaterial Importante por el gobierno coreano antes de las demás partes del namsadang nori.

## Baudeogi
Probablemente la persona más famosa y eminente en la historia del namsadang es Baudeogi. Su verdadero nombre fue Kim Amdeok (김암 덕). Nació como la hija de un campesino pobre y se unió a la compañía a la edad de 5 años, en 1853. Tuvo gran desempeño en las seis representaciones del namsadang nori, y por sus habilidades y talento artístico, se convirtió en una gran estrella entre el público. Cuando Baudeogi tenía 15 años, fue elegida unánimemente como kkokdusoe (líder de la tropa) por los miembros de la misma. Eso fue bastante inusual, porque hasta ese momento solo los hombres podían ser líderes y ella era muy joven. Esto podría demostrar su talento y gran popularidad. En 1865, el regente de Joseon, Heungseon Daewongun, convocó a su tropa a la corte y los hizo alentar a los trabajadores que se dedicaban a la construcción de un nuevo palacio. Tuvieron un gran éxito por su trabajo, y la regencia le dio a Baudeogi un cintillo con un botón de jade, reconocimiento que solo los oficiales de alto rango podían poseer, extendiéndose su fama a nivel nacional. Esto se considera como el comienzo del negocio de entretenimiento coreano, así como Baudeogi se considera como la primera artista popular masivamente en Corea. El festival local de Anseong (Anseong Matchum Namsadang) se llama «Festival Baudeogi» en su honor, llevándose a cabo en esa ciudad a principios de otoño de cada año, desde 2001.

## Relevancia cultural
La importancia de namsadang nori se puede encontrar en su toque común. Comenzó a existir espontáneamente y funcionó para los agricultores pobres, personas, comerciantes y otras personas de clase media y baja. Funcionó como consuelo para el público y ganó gran popularidad entre la población en general. Y aunque no es tan refinado como otros estilos musicales coreanos (como el dodeuri) y danzas (como el geommu) para la clase noble, puede verse como un espectáculo destinado a comunicar y apelar a la emoción.